# 江端儀
江端儀（1923年—1966年8月17日），1940年代－1950年代香港電影女明星（藝名梅綺），新約教會的重建人。

## 演員生涯
江端儀原籍廣東省南海縣，1923年出生於北京。江端儀的祖父是廣東太史公江孔殷，父親是民國時期的國會議員，叔父是粵曲名作家南海十三郎江譽鏐。江端儀容貌姣好，6歲時便開始客串童星，演出《聰明笨伯》；1937年（14歲）正式從影，取藝名梅綺。參演的第一部是電影《百戰餘生》（1937）。 她從影共23年時間，主演過70餘部影片。
梅綺的父母自由戀愛結婚，母親是在北京入讀教會學校的知識女性，不被江太史公接受，在廣州為梅綺父親另納親事。梅綺幼年即被信仰基督教的母親帶到教堂領洗。她6歲在上海入讀郇光小學期間，因母親與電影界朋友相熟，曾讓她在多部電影中擔任童星，首部演出的電影是梅雪儔導演的"聰明笨伯"，母親取其藝名為江麗麗。十歲隨父母返回廣州定居，入讀潔芳女子師範學校。由於江太史門第人際關係複雜，梅綺的母親飽受歧視，父親又不長進。梅綺初中畢業後, 兩度離家出走, 到香港謀生，自食其力。
1937年，梅綺在香港拍電影時與張瑛認識，繼而相戀，1941年12月5日，二人在香港結婚。不久香港淪陷，為免遭日本人利用，他們與不少影人都設法逃離香港，輾轉到了廣州灣、廣西等地區避亂。期間梅綺曾與馬師曾合演粵劇、開過小店、做過貿易生意，及在廣西誕下一女。戰後她和張瑛先後返回香港。於1946年離異。梅綺其後在上海與一名黎姓商人再婚，育有一子一女。幾年後亦離異。
1948年，梅綺由上海返回香港再投身電影工作，到1957年底，她因為患嚴重的胃潰瘍纏綿病榻，性命垂危。令她對宗教信仰有更深刻的體會。康復後熱衷宗教活動, 以原名江端儀, 在香港九龍各處禮拜堂作見證，引起不小的轟動。同時，她參加了中華傳道會主辦的“培靈學院”，鑽研聖經。  
1959年9月21日，梅綺在拍攝電影《哪吒劈山救母》後，決定結束影藝生涯，不久就正式宣佈退出影壇，專注從事傳道工作。先後到東南亞和台灣舉行佈道會。
她戲路較廣，曾演過女傭、交際花、無知少女、冷血兇手等各種角色，均演得出色。
1956年，任劍輝、白雪仙成立「仙鳳鳴劇團」，上演唐滌生編劇的《紅樓夢》，梅綺客串飾演薛寶釵一角，這是她在香港粵劇舞臺上唯一的演出。她也拍過幾部粵語戲曲片，其告別作《哪吒劈山救母》（1960）便是其一。

## 主要作品
- 《百戰餘生》（1937年）
- 《夜上海》（1941年）
- 《蝴蝶夫人》（1948年）
- 《此恨綿綿無絕期》（1948年）
- 《郎是春日風》（1949年）
- 《家》（1953年）
- 《日出》（1953年）
- 《金蘭姊妹》（1954年）
- 《發達之人》（1956年）
- 《金山大少》（1959年）
- 《哪吒劈山救母》（1960年）

## 重建新約教會
脫離影壇後，江端儀忙於到處作見證 ，在到處講道時，指責各主流宗派教會不相信靈恩是大罪，並開始說預言。翌年，江端儀又在密室中祈禱200多天，寫成了《生命證道集》，自稱從上帝得到啟示，要在末後日子傳講“血、水、聖靈的全備真理”。認為各教派均已背離真道, 教會組織是人意的宗派組織，忽略了靈浸的目的。因此各宗派都沒有純全的道理，惟有她所領受的血、水、聖靈才是全備真理。
1963年7月，江端儀在香港重建了新約教會，她認為自己重建的新約教會才是唯一受聖靈感召的真教會，是在重新建立新約初期原始正統的教會，因此鼓勵其他基督徒加入新約教會，脫離聖公會宗派。
隨後江端儀赴新加坡、馬來西亞，吸引到一批對自己原宗派不滿的信徒，脫離原宗派，建立了11個教會，分佈在檳城、雙溪大年、太平、怡保、吉隆玻、新加坡等地，其中新加坡、檳城、吉隆玻3地人數較多。
1960年代初，臺灣地方教會（外界常稱其為聚會所）發生大分裂，在1965年底，江端儀到臺灣傳道，吸引到不少離開地方教會的信徒，成立了30多處新約教會，其中來自台南的洪以利亞（洪三期），得到江端儀重用，把他調到臺北，讓他帶領臺灣最大的新約教會，新約教會, 後來發展成今日高雄那瑪夏區的錫安山教民聚居地。錫安山上有設施紀念梅綺,及介紹她和新約教會的歷史。
江的教導引起當時許多教派的強烈批評，指其拆毀及分裂教會。
1966年8月17日，江端儀在香港因舌癌病逝，終年43歲。
1966年8月21日（星期日）上午11時在香港萬國殯儀館的「伊甸廳」舉行喪禮，不設靈堂，謝絕花牌及輓聯，遺體著樸素的淺藍色長衫不化妝。
梅綺的第一任丈夫為著名演員張瑛；第二任丈夫黎子玉先生為商人，梅綺共育有一子兩女。長女張路得，次女黎安琪。

## 著作
- 《生命證道集》
- 《戲劇的人生》香港: 文宗出版社. 1956.